# Margaret Russell
Margaret Russell, comtesse de Cumberland (7 juillet 1560 – 24 mai 1616) est une noble anglaise et demoiselle d'honneur d'Élisabeth Ire. Lady Margaret est née à Exeter fille de Francis Russell, 2e comte de Bedford, et Margaret St-John.
Le 24 juin 1577, elle épouse George Clifford, 3e comte de Cumberland, fils de Henry Clifford, 2e comte de Cumberland et Anne Dacre. Sa sœur, Anne Russell, comtesse de Warwick, est mariée à Ambrose Dudley, frère de Robert Dudley, comte de Leicester, et Anne est aussi une patronne littéraire et une amie proche de la reine Élisabeth Ire, présente à son lit de mort.
Le tombeau de la comtesse est à St-Laurent de l'Église, Appleby , ainsi que celui de sa fille, Lady Anne Clifford, 14e Baronne de Clifford. Elle est la tutrice de la poétesse Emilia Lanier après la mort des parents de cette dernière.

## Les enfants
- Sir Robert Clifford (21 septembre 1585 – 24 mai 1591)
- Francis Clifford (1584 – 8 décembre 1589)
- Lady Anne Clifford (30 janvier 1590 – 22 mars 1676) a épousé Richard Sackville, 3e comte de Dorset